# بوبي لويس
بوبي لويس (25 يوليو 1946 بفيلادلفيا في الولايات المتحدة - ) (بالإنجليزية: Bobby Lewis)‏ هو لاعب كرة سلة أمريكي في مركز هجوم خلفي. لعب مع Wilmington Bombers ‏.